# Mel Pritchard
Melvyn Paul „Mel“ Pritchard (* 20. Januar 1948 in Oldham, Lancashire, England; † 28. Januar 2004 in Greenfield, Saddleworth, England) war ein britischer Musiker, Texter und Schlagzeuger, der als Gründer und Mitglied der englischen Progressive-Rockband Barclay James Harvest (BJH) bekannt wurde.

## Biographie

### Barclay James Harvest (BJH)
Pritchard traf schon im Vorschulalter auf seinen späteren Schul- und BJH-Kollegen Les Holroyd. Bereits früh interessierte er sich für Schlaginstrumente, seine ersten Versuche unternahm er auf dem Ukulelenbanjo seines Vaters, von dem er die Saiten entfernte und den Klangkörper als Schlaginstrument nutzte. Mit Holroyd gründete er die Schulband Heart And Soul And The Wickeds, meist nur (The) Wickeds genannt. Pritchard wurde Heizungsingenieur. 1966 gründeten er und Holroyd mit John Lees und Woolly Wolstenholme die Band The Blues Keepers, aus der 1967 die Gruppe Barclay James Harvest hervorging. Mel gab seinen Beruf als Heizungsingenieur auf.

### Barclay James Harvest Featuring Les Holroyd (BJHFLH)
1998 spaltete sich die Band Barclay James Harvest auf, und bis zu seinem Tod im Jahr 2004 agierte Pritchard noch mit Holroyd und weiteren Musikern unter dem Namen Barclay James Harvest Featuring Les Holroyd (BJHFLH).

### Tod
Im Januar 2004 traten BJHFLH viermal bei der Schweizer Eiskunstlaufgala Art on Ice auf. Drei Tage nach dem letzten Auftritt, am 28. Januar 2004, starb Pritchard zu Hause in Greenfield 56-jährig an einem Herzinfarkt.

## Einfluss und Lieder
Während seiner Karriere wurde Pritchard vor allem von Künstlern wie Simon and Garfunkel, John Lennon und The Band beeinflusst und zu seinen Schlagzeugvorbildern gehörten Carmine Appice (von Vanilla Fudge) und später Jeff Porcaro von Toto.
Von ihm getextete BJH-Songs sind: „Paper Wings“ und „Negative Earth“.